# Vějířovec obrovský
Vějířovec obrovský (Meripilus giganteus) je dřevokazná houba z čeledi vějířovcovitých (Meripilaceae) rostoucí na listnatých stromech (zejména bucích, méně dubech, javorech), na kořenech nebo u pařezů. Plodnice se objevují od července do září.

## Popis
Plodnice je tvořena množstvím velkých klobouků; v mládí okrových nebo narezavělých, v dospělosti hnědých, ve stáří černajících; 10–50(80) cm širokých. Rourky pevné, neoddělitelné od klobouku, bělavě okrové, póry drobné, kulaté, barvy rourek, stářím tmavnou. Rourky jsou nestejně dlouhé, povrch pórů je proto nerovný, hrbolatý. Třeň je postranní, krátký a tlustý. Dužnina je bělavě okrová, později narezavělá, stářím tmavne až černá; v mládí je měkká a šťavnatá, v dospělosti tuhá a suchá, ve stáří tvrdá a dřenatá. Chuť je v mládí lahodná, v dospělosti dobrá, ve stáří suchá a mdlá; vůně je v mládí i v dospělosti příjemná, ve stáří nevýrazně dřevitá. Výtrusný prach je hnědý. Plodnice je mohutná, 80–150(200) cm široká, a 20–50(80) kg těžká.

## Praktický význam

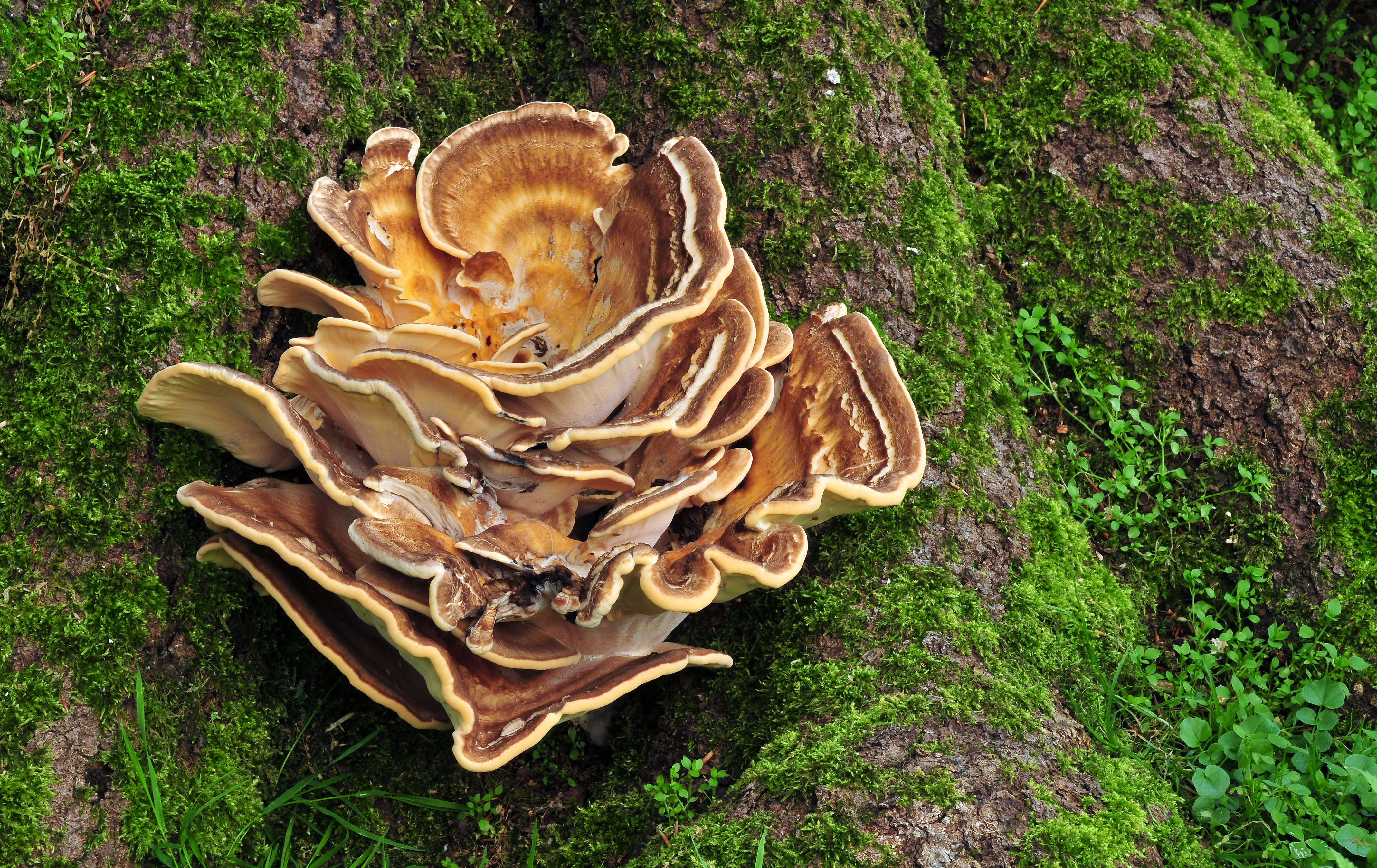
Vějířovec obrovský

Plodnice nejsou jedovaté, ale pro tuhou konzistenci jsou nezáživné a velmi obtížně stravitelné. Kuchyňský význam proto nemají téměř žádný. Některé publikace jej uvádějí jako nejedlý, jiné jako jedlý a tuhý, případně jako nakyslý a jen v mládí jedlý. Vždy se sbírá jen pár mladých klobouků, nebo jen měkčí okraje klobouků (v tomto případě za nějakou dobu dorostou).

## Zaměnitelnost
Lze zaměnit za drobnější a rozvětvenější trsnatec lupenitý (Grifola frondosa); v podobnosti mladých stádií, za sírovec žlutooranžový (Laetiporus sulphureus). Značně podobná bondarcerovka horská (Bondarzewia montana) roste na jehličnanech (na kterých se vějířovec obroský vyskytuje jen vzácně) a má palčivou chuť.